# George Frederick Bristow
George Frederick Bristow (Brooklyn, Nova York, 19 de desembre de 1825 – idm. 13 de desembre de 1898) fou un violinista i compositor estatunidenc.
Encara molt jove fou un dels violinistes més distingits de la Societat Filharmònica de Nova York, i més tard president i director de la Mendelssohn Union; també fou organista de diverses esglésies.
Les seves obres més importants són l'òpera Rip Van Winkle, estrenada el 1855 a Nova York; l'obertura Columbus, l'oratori Daniel, Arcadian Symphony (1874), i la cantata amb acompanyament d'orquestra The Great Republic (1880).